# I. e. 233
Évszázadok: i. e. 4. század – i. e. 3. század – i. e. 2. század
Évtizedek: i. e. 280-as évek – i. e. 270-es évek – i. e. 260-as évek – i. e. 250-es évek – i. e. 240-es évek – i. e. 230-as évek – i. e. 220-as évek – i. e. 210-es évek – i. e. 200-as évek – i. e. 190-es évek – i. e. 180-as évek
Évek: i. e. 238 – i. e. 237 – i. e. 236 – i. e. 235 –  i. e. 234 – i. e. 233 – i. e. 232 – i. e. 231 – i. e. 230 – i. e. 229 – i. e. 228

## Események

### Görögország
- A makedónok Phülakiánál legyőzik az Akháj Szövetséget. A szövetség még ebben az évben támadást indít Attika ellen.

### Róma
- Quintus Fabius Verrucosust és Manlius Pomponius Mathót választják consulnak.
- Q. Fabius győzelmet arat a ligurok felett és templomot építtet Honosnak.

## Halálozások
- Han Fej, kínai filozófus
- Épeiroszi Deidameia, II. Pürrhosz király lánya, a dinasztia utolsó uralkodója

## Fordítás
- Ez a szócikk részben vagy egészben  a(z)   233 v. Chr. című német Wikipédia-szócikk ezen változatának fordításán alapul.  Az eredeti cikk szerkesztőit annak laptörténete sorolja fel. Ez a jelzés csupán a megfogalmazás eredetét és a szerzői jogokat jelzi, nem szolgál a cikkben szereplő információk forrásmegjelöléseként.